# Зігфрід Брайнлінгер
Зігфрід Брайнлінгер (нім. Siegfried Breinlinger; 24 квітня 1920, Радольфцелль — 22 травня 1999, Мангайм) — німецький офіцер-підводник, оберлейтенант-цур-зее крігсмаріне.

## Біографія
1 грудня 1939 року вступив на флот. З 30 березня по 8 червня 1942 року — вахтовий офіцер на підводному човні U-152. З 11 липня 1942 року — 1-й вахтовий офіцер на U-267. З 11 серпня по 30 вересня 1943 року пройшов курс керманича, з 1 жовтня по 22 листопада — курс командира човна. З 30 грудня 1943 по 31 липня 1944 року — командир U-320, з 7 січня по 4 травня 1945 року — U-3018. В травні був взятий в полон британськими військами.
Похований в Аумюле.

## Звання
- Кандидат в офіцери (1 грудня 1939)
- Морський кадет (1 травня 1940)
- Фенріх-цур-зее (1 листопада 1940)
- Оберфенріх-цур-зее (1 листопада 1941)
- Лейтенант-цур-зее (1 квітня 1942)
- Оберлейтенант-цур-зее (1 грудня 1943)

## Нагороди
- Нагрудний знак мінних тральщиків (20 березня 1941)
- Нагрудний знак підводника (16 вересня 1941)
- Залізний хрест
  - 2-го класу (23 лютого 1943)
  - 1-го класу (вересень 1943)